# Электростартер

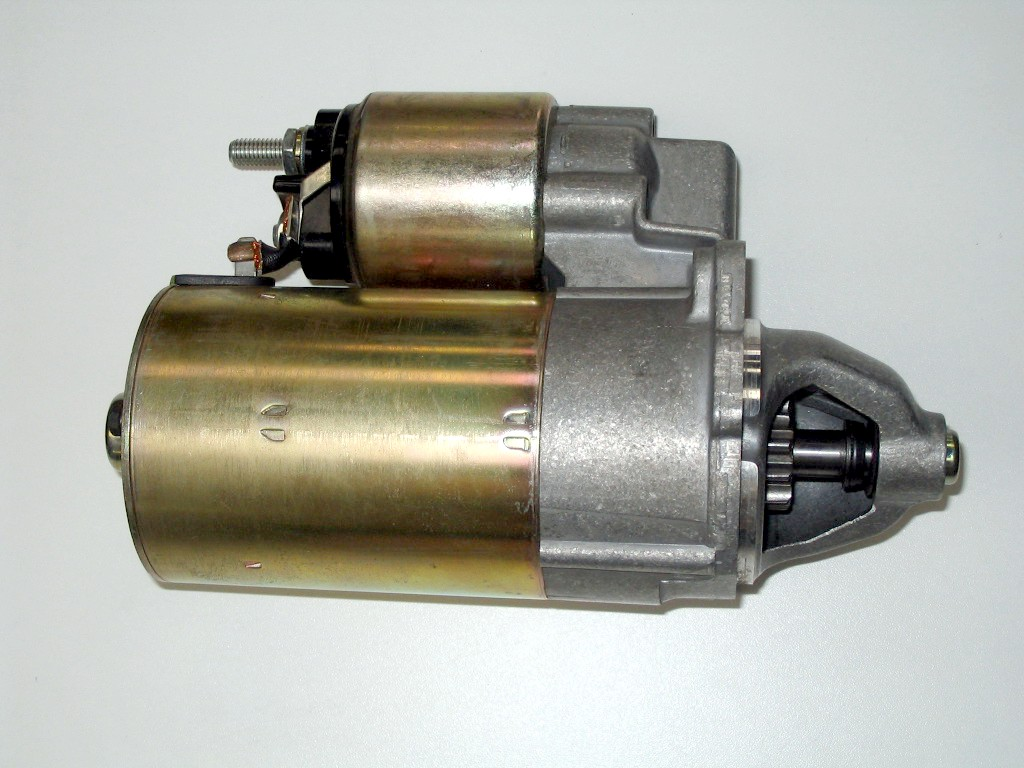
Электрический автомобильный стартер.
Реле стартера (вверху слева, чёрного цвета). Тяговое реле (соленоид, в центре вверху, малого диаметра, золотистого цвета). В серебристом корпусе — рычажная передача и обгонная муфта. Электродвигатель — большого диаметра, золотистого цвета.

Электростартер — электрический двигатель, служащий для запуска двигателя внутреннего сгорания.
Наиболее удобный способ. При запуске двигатель раскручивается коллекторным электродвигателем — машиной постоянного тока, питающейся от аккумуляторной батареи (после запуска аккумулятор и автомобильное электрооборудование подзаряжаются от генератора, приводимого в движение основным двигателем). При низких температурах обычно применяемые кислотные аккумуляторы теряют мощность, пусковая ёмкость их падает (главным образом — из-за снижения скорости химических реакций), а вязкость масла в системе смазки увеличивается. Поэтому запуск двигателя зимой затруднён, а иногда и невозможен. При наличии электрической сети в этом случае возможен запуск от сетевого пускового устройства (практически неограниченной мощности).
Электродвигатели автомобильных стартеров имеют особую конструкцию с четырьмя щётками, которая позволяет увеличить ток ротора и мощность электродвигателя.
На тепловозах с электрической передачей постоянного тока стартером является тяговый генератор. Эта же схема применялась на некоторых мотороллерах («Тула», «Турист», «Тулица», «Муравей»), где функцию стартера выполняет генератор постоянного тока, насаженный непосредственно на коленвал (в СССР такая система называлась «динамо-стартёр», а позже — «династартер»).

## История изобретения
Изначально любая поездка на автомобиле начиналась с вращения заводной рукоятки, что было не только физически тяжелым, но еще и небезопасным — вырвавшаяся рукоятка могла привести к серьезным травмам. Множество изобретателей начала XX века безуспешно пытались создать электростартер. Но для большого электромотора не было места под капотом, а маленький электромотор был не способен раскрутить тяжелый маховик двигателя внутреннего сгорания. Американский изобретатель Чарльз Кеттеринг понял, что стартер должен работать лишь очень непродолжительное время, а потом его можно расцепить с двигателем или использовать в качестве генератора для системы зажигания и фар. В 1911 году он создал удачный образец электростартера, которым стали оснащать серийные автомобили Cadillac, а вскоре и все остальные автомобили.

## Принцип работы электростартера
При включении стартера электрический ток (через реле включения, иначе сгорят контакты в замке зажигания) поступает на тяговое реле (соленоид). Сердечник соленоида втягивается и через рычажную передачу вводит в зацепление шестерню электродвигателя стартера с зубчатым венцом (большая шестерня) маховика. После этого замыкаются контакты реле стартера. Через это реле проходит очень большой ток (десятки и даже сотни ампер) на электродвигатель. После запуска муфта свободного хода (бендикс) позволяет вращаться независимо друг от друга маховику двигателя и электродвигателю стартера. После выключения стартера детали стартера возвращаются в исходное состояние. На старых автомобилях (например, ГАЗ-69, ГАЗ-63) тяговое реле (соленоид) отсутствовало, водитель включал стартер педалью на полу кабины.
На автомобилях с автоматическими трансмиссиями имеется удерживающая обмотка, не позволяющая сердечнику соленоида перемещаться, если селектор АКПП установлен на ходовых позициях «D», «R», «L» или «2», в автоматической коробке передач установлен выключатель, подающий ток в удерживающую обмотку. Запуск двигателя возможен только на позициях «P» (парковка) и «N» (нейтраль).

## Величина электрического напряжения на стартере
На автомобилях с бензиновыми двигателями внутреннего сгорания напряжение бортовой сети составляет 12 вольт, применяется такое же электрическое напряжение на стартере. На ряде автомобилей, выпускавшихся в первой половине XX века, использовалось напряжение 6 вольт.
На автомобилях с мощными дизельными двигателями напряжение бортовой сети составляет 24 вольта. Это обусловлено тем, что дизелю с большим рабочим объёмом и с большой степенью сжатия требуется мощный электрический стартер. Устанавливаются по два 12-вольтовых автомобильных аккумулятора, соединённые последовательно.
При равной электрической мощности при повышении электрического напряжения в два раза сила тока соответственно снижается в два раза: {\displaystyle P=I\cdot U}, где {\displaystyle I} — сила тока, а {\displaystyle U} — напряжение.
Повышение напряжения позволяет уменьшить разрядный ток аккумуляторной батареи, а также снизить бесполезный нагрев проводов.
На легковых автомобилях, микроавтобусах и малотоннажных грузовиках с дизельными двигателями применяются 12-вольтовые стартеры (этого вполне достаточно).
На старых грузовиках с дизелями (ЯАЗ-200, ЯАЗ-210) напряжение бортовой сети составляло 12 вольт, а стартеры были рассчитаны на 24 вольта. Стояло два 12-вольтовых автомобильных аккумулятора, соединённые параллельно, при запуске они переключались на последовательное соединение. Все 12-вольтовые потребители электроэнергии при запуске работали от одной аккумуляторной батареи.